# Bossa nova
Bossa nova je vrsta popularne glazbe nastale u Brazilu krajem pedesetih godina 20. stoljeća. Zahvaljujući američkim (uglavnom jazz) glazbenicima šezdesetih godina 20. stoljeća dosegla je međunarodnu popularnost. 
Odlikuje se laganim samba ritmom, impresionističkim harmonijama i finim melodijama. Za razvoj bossa nove, najzaslužniji su brazilski skladatelj Antonio Carlos Jobim i pjevač-gitarist João Gilberto. Pjesnik Vinícius de Moraes napisao je stihove mnogih Jobimovih skladbi. 
Početkom šezdesetih američki svirači jazza, zainteresirali su se za bossa novu. Saksofonist Stan Getz i gitarist Charlie Byrd prvo su 1962. snimili album "Jazz Samba", a godinu kasnije bossa nova dostigla je vrhunac popularnosti s kolaboracijom Getza, Jobima i Gilberta na albumu "Getz/Gilberto". Pjesma s tog albuma: "The Girl from Ipanema" (hrv. "Djevojka iz Ipaneme", s Moraesovim stihovima i vokalom Gilbertove žene Astrud dobila nagradu je Grammy i postala svjetski hit. Od tada su mnoge druge Jobimove pjesme počeli izvoditi razni američki pjevači i glazbenici, npr.: Ella Fitzgerald i Frank Sinatra.